# Schreng Schreng & La La
Schreng Schreng & La La ist ein Akustik-Punk-Duo, das in Düsseldorf gegründet wurde. Es besteht aus Jörkk Mechenbier von Love A und Lasse Paulus, der auch Herausgeber des Print- und Online-Magazins Crazewire ist.

## Bandgeschichte
Jörkk Mechenbier und Lasse Paulus gründeten ihr Akustik-Punk-Projekt 2007 in der Düsseldorfer WG ihrer damaligen Freundinnen, über die sich die beiden auch kennengelernt hatten. Damit ist das Duo älter als Mechenbiers Hauptband Love A, die erst drei Jahre später gegründet wurde. Die ersten Jahre diente das Duo in erster Linie der Freundschaftspflege.
Zunächst wurden einige Lieder über Myspace hochgeladen. Erst ab 2009 wurde das Duo etwas professioneller. Es folgten erste Aufnahmen auf Soundcloud sowie einige Auftritte mit Freunden wie dem kanadischen Juno-Award-Gewinner Snailhouse. 2011 folgte das Album Berlusconi über das Label
Disentertainment.
Ende November 2011 erschien auf Initiative der Band eine Benefiz-7inch, mit der Originalversion von The Cool Song des norwegischen Künstlers Thomas Hansen auf der A-Seite und zweier Coverversionen des Duos sowie des Kölner Songwriters Hello Piedpiper auf der B-Seite. Der Erlös dieser 7inch kommt dem St. Thomas Mindfond, einer Stiftung für Kinder und Jugendliche mit psychischen Problemen, zugute.
Am 22. April 2016 erschien schließlich das zweite Album Echtholzstandby über das Hamburger Independent-Label Rookie Records. Produziert und aufgenommen wurde das Album in Hamburg von Multiinstrumentalist und Produzent Kilian Bungert. Echtholzstandby erschien im Digipak und einem Booklet mit umfangreichen Linernotes. Möglich wurde dies durch die Unterstützung der Musikförderung Hamburg. Zum Lied Ekel & Abscheu, das sich inhaltlich gegen Rassismus und Homophobie positioniert, wurde ein Video gedreht, an dem sich einige bekannte Gesichter der Punkszene beteiligten. Darunter unter anderem Bastian Küllenberg (Intro-Redakteur), Ingo Knollmann (Donots), Felix Schönfuß (Adam Angst), Torsun Burkhardt (Egotronic), Tilman (Tigeryouth), Max Motherfucker (Christmas) und Jupiter Jones. Das Lied wurde ein kleiner Erfolg auf Facebook und in den ersten Tagen von rund 25.000 Menschen gesehen.
Am 29. März 2019 erschien die EP Alles muss brennen. Der Titeltrack ist eine Hommage an die frühere Kölner Avantgarde-Band Trashboy, mit der Schreng Schreng & La La 2009 und 2010 gemeinsam auf Tour waren. Mit der EP versuchen die beiden Musiker, auf das Thema Suizid aufmerksam zu machen, da sich Trashboy-Sänger Gunnar Baars 2010 das Leben genommen hat. Produziert wurden die vier Songs auf Alles muss brennen von Jupiter-Jones-Gitarrist Sascha Eigner.
Am 26. März 2021 veröffentlichten Schreng Schreng & La La ihr drittes Album Projekt 82. Kilian Bungert fungierte wieder als Produzent und Gastmusiker. Der Name des Albums bezieht sich darauf, das Jörkk Mechenbiers Band Trixsi Platz 83 der deutschen Charts erreichte und sie dies nun überbieten wollten. Das gelang ihnen mit Platz 58 der deutschen Charts, der ersten Chartplatzierung für das Projekt überhaupt.
Zum 10. Geburtstag ihres Debütalbums veröffentlichte das Duo am 6. August 2021 zudem eine Jubiläums-Doppel-LP von ihrem Album Berlusconi auf Disentertainment Records. Neben dem regulären Album befindet sich auf der zweiten Langspielplatte die erste EP mit Demoversionen der Berlusconi-Songs sowie die beiden vergriffenen 7inches The Cool Song und Alles Muss Brennen auf der LP. Außerdem ein Remix von EMF-Sänger James Atkin.
Am 13. Mai 2022 veröffentlichte die Band die Coverversion „Sand“ der kanadischen Band Eric´s Trip, der Band von Julie Doiron, als digitale Single.
Im Sommer 2023 wurde bekannt, dass Schreng Schreng & La La an einem Buch über ihre Bandgeschichte schreiben. „Deck mich zu, wenn Du fertig bist“ erschien am 6. November 2023 auf dem Mainzer Ventil Verlag. Eine zweite Auflage wurde im Januar 2025 veröffentlicht.
Am 14. Februar 2025 erschien mit "Der Goldene Moment" die erste Single des im August 2025 erscheinenden vierten Album "Catch & Release". Ein Song, der laut dem Musikmagazin Visions "von einer Müdigkeit handelt, die als Synonym für die Überforderung der Menschen mit der aktuellen politischen Lage steht und uns mal mehr, mal weniger zu lähmen scheint."

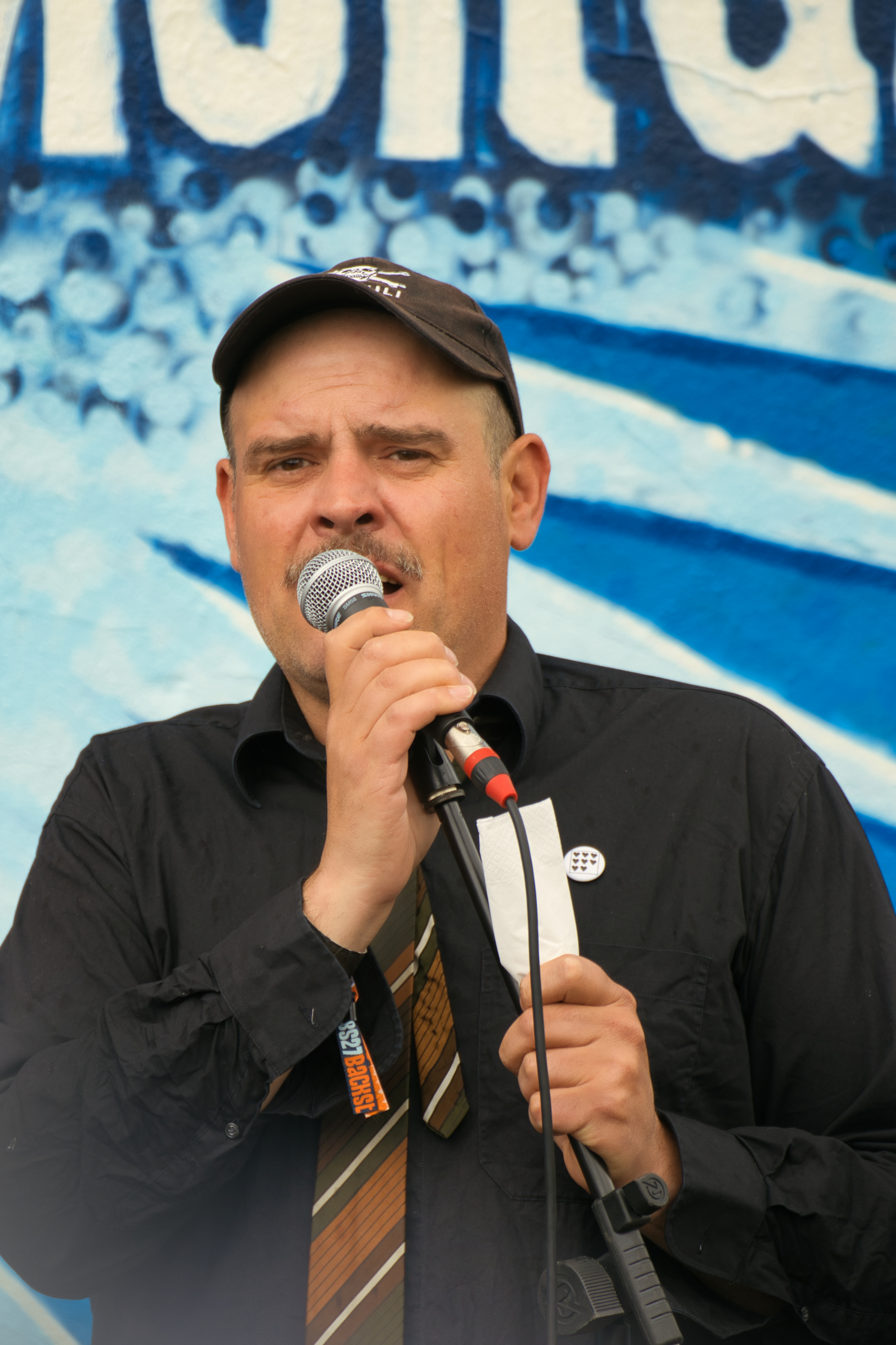
Jörkk Mechenbier auf dem OBS 2025
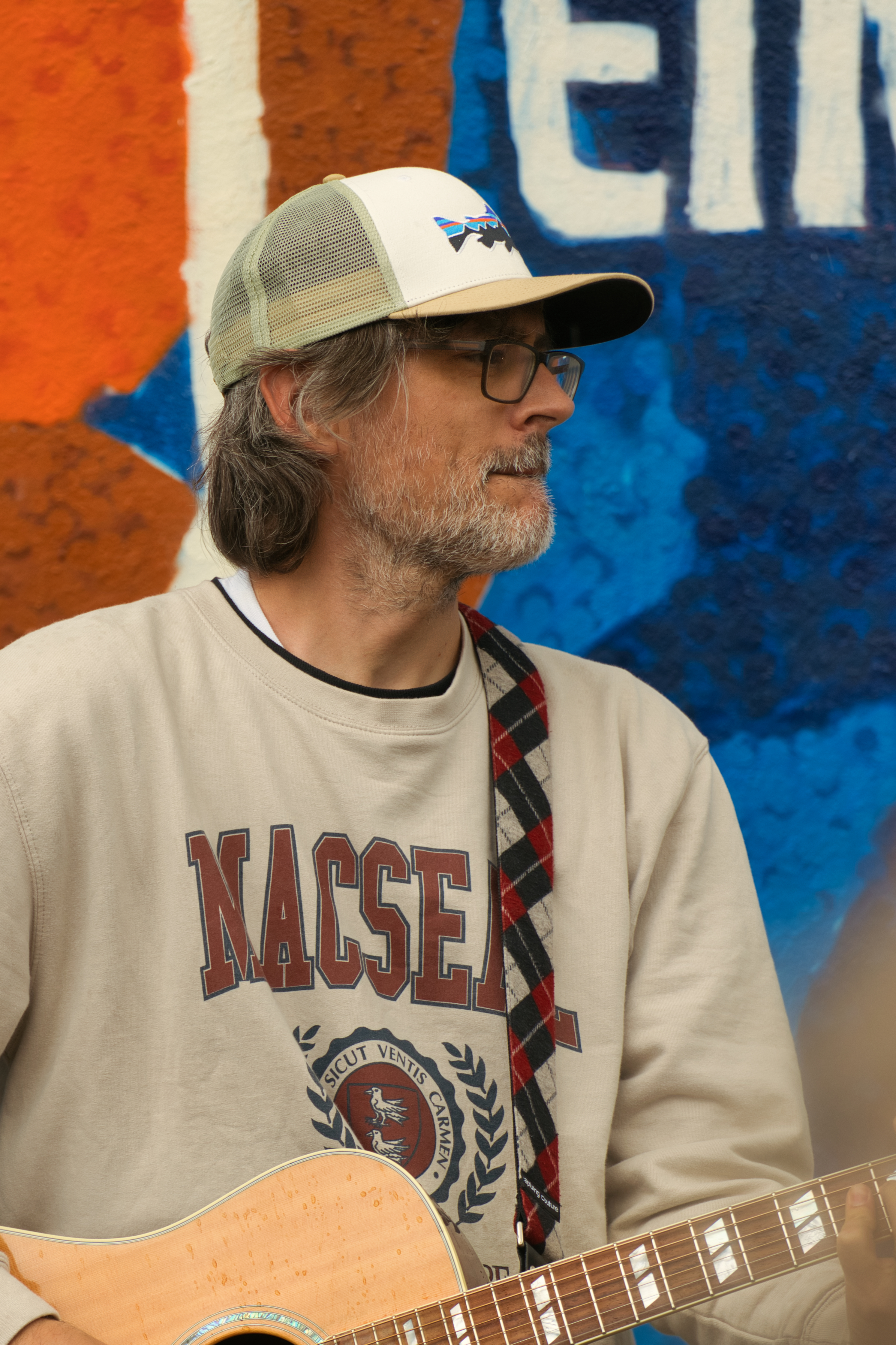
Lasse Paulus auf dem OBS 2025

## Stil
Während Jörkk Mechenbier den Gesang übernimmt, ist Lasse Paulus für die Akustikgitarre zuständig. Auf Echtholzstandby sind außerdem musikalische Gäste wie Karlsson- und D.F.T.-Sänger Kilian „Svän“ Bungert (Mundharmonika, Keyboard) und Oliver Züll (Schlagzeug) vertreten. Musikalisch handelt es sich um akustischen Punkrock im Stile von Liedermachern, jedoch mit einem deutlichen Punkbezug, insbesondere in den Texten. Vor allem Konsumkritik ist ein wiederkehrendes Thema. Mechenbiers Gesang ist etwas sanfter als bei seinem eher wütenden, durch Schreien geprägten Gesangsstil bei Love A.

## Diskografie
- 2011: Berlusconi (Album, Disentertainment/Cargo Records)
- 2011: The Cool Song (EP, Stargazer Records)
- 2016: Echtholzstandby (Album, Rookie Records)
- 2019: Alles muss brennen (EP, Rookie Records)
- 2021: Projekt 82 (Album, Rookie Records)
- 2021: Berlusconi - 10th Anniversary-Version (Album, Disentertainment)
- 2022: Sand (Single, digital)

## Buch
- 2024: Jörkk Mechenbier / Lasse Paulus: Deck mich zu, wenn Du fertig bist (ISBN 978-3-95575-204-0, Ventil Verlag)